# The World's Fastest Indian
The World's Fastest Indian (en España, Burt Munro: un sueño, una leyenda; en México, El amo del viento) es una película estrenada en 2005 basada en la historia real de Burt Munro (1899 – 1978), motociclista neozelandés protagonizada por Anthony Hopkins.
La película se estrenó el 7 de diciembre de 2005 en Nueva Zelanda con críticas positivas y rápidamente se convirtió en la película local más taquillera en Nueva Zelanda, recaudando 7,043,000 dólares neozelandeses y recaudando más de 18,297,690 dólares estadounidenses en todo el mundo. La película se estrenó en cines el 3 de febrero de 2006 en los Estados Unidos por Magnolia Pictures y posteriormente fue lanzado en DVD el 22 de diciembre de 2006 por Magnolia Home Entertainment.

## Sinopsis
En 1967 Burt Munro es una especie de héroe popular en Invercargill, conocido por su personalidad amigable y tranquila, por tener la motocicleta más rápida de Nueva Zelanda y Australia, y por aparecer en la revista Mecánica Popular. Sin embargo, ese reconocimiento contrasta con sus exasperados vecinos de al lado, algunos de los cuales están hartos de sus hábitos poco vecinales, como acelerar su motocicleta temprano en la mañana, orinar en su limonero y no cortar el césped. Burt, sin embargo, tiene un sueño desde hace mucho tiempo; viajar a los Estados Unidos y probar las capacidades de su motocicleta en el Bonneville Speedway. Sin embargo, mientras modifica su motocicleta, Burt sufre un infarto. Una ambulancia lo lleva al hospital y le dicen que tiene angina de pecho y le aconsejan que se lo tome con calma y no conduzca en motocicleta; Burt ignora este consejo y recibe medicamentos.
Burt finalmente logra ahorrar lo suficiente para viajar en un barco de carga a Los Ángeles, trabajando su pasaje como cocinero, pero cuando llega, experimenta la burocracia, el escepticismo y la indiferencia de la gente de la gran ciudad. Es su naturaleza directa pero sociable la que supera cada obstáculo. Se gana a la empleada del motel, una travesti llamada Tina, que le ayuda a pasar la aduana y a comprar un coche usado. El vendedor de autos le permite a Burt usar su taller y depósito de chatarra para construir un remolque, y luego le ofrece un trabajo después de que Burt repara varios de los autos en el lote. Burt rechaza la oferta, sin embargo, y poco después comienza su largo viaje a Utah.
En el camino, Burt conoce a numerosas personas útiles, incluida la policía de caminos, un nativo americano que lo ayuda cuando falla su remolque, una mujer llamada Ada que le permite reparar su remolque en su garaje y se convierte brevemente en su amante y Rusty un piloto de la Fuerza Aérea que está de licencia del servicio militar en Vietnam.
Finalmente llega a Bonneville Salt Flats, solo para ser bloqueado por los oficiales de carrera por no registrar su motocicleta Indian para la competencia con anticipación y no tener el equipo de seguridad obligatorio como frenos y paracaídas. Sin embargo, en una muestra de deportividad, varios competidores y fanáticos de la serie Bonneville intervienen en su nombre y finalmente se le permite hacer una carrera cronometrada. A pesar de varios problemas, logra su objetivo y establece un nuevo récord de velocidad en tierra en la octava milla de su carrera; cuando alcance las 324.847 km/h (201.851 mph). Al final, el escape le quema la pierna, luego se cae con la motocicleta y derrapa hasta detenerse, pero puede regresar a casa en Nueva Zelanda como un héroe. Un epílogo describe que volvió a Bonneville nueve veces para competir y establecer nuevos récords.

## Elenco
- Anthony Hopkins como Burt Munro
- Jessica Cauffiel como Wendy
- Joe Howard como Otto
- Chris Williams como Tina, travesti empleada del motel
- Paul Rodriguez como Fernando, vendedor de autos usados
- Christopher Lawford como Jim Moffet
- Gavin Grazer como Mike Sobota
- Annie Whittle como Fran
- Aaron James Murphy como Tom
- Chris Bruno como Bob
- Tim Shadbolt como Frank
- Bruce Greenwood como Jerry
- Diane Ladd como Ada
- Saginaw Grant como Jake, el indígena americano
- Walton Goggins como Marty
- William Lucking como Rollie Free
- Patrick John Flueger como Rusty
- Antony Starr como Jeff
- Charles Halford como encargado de la estación de combustible
- Eric Pierpoint como Earl
- Daniel Sing como Ken
- Patrick Flueger como Rusty el piloto de la Fuerza Aérea

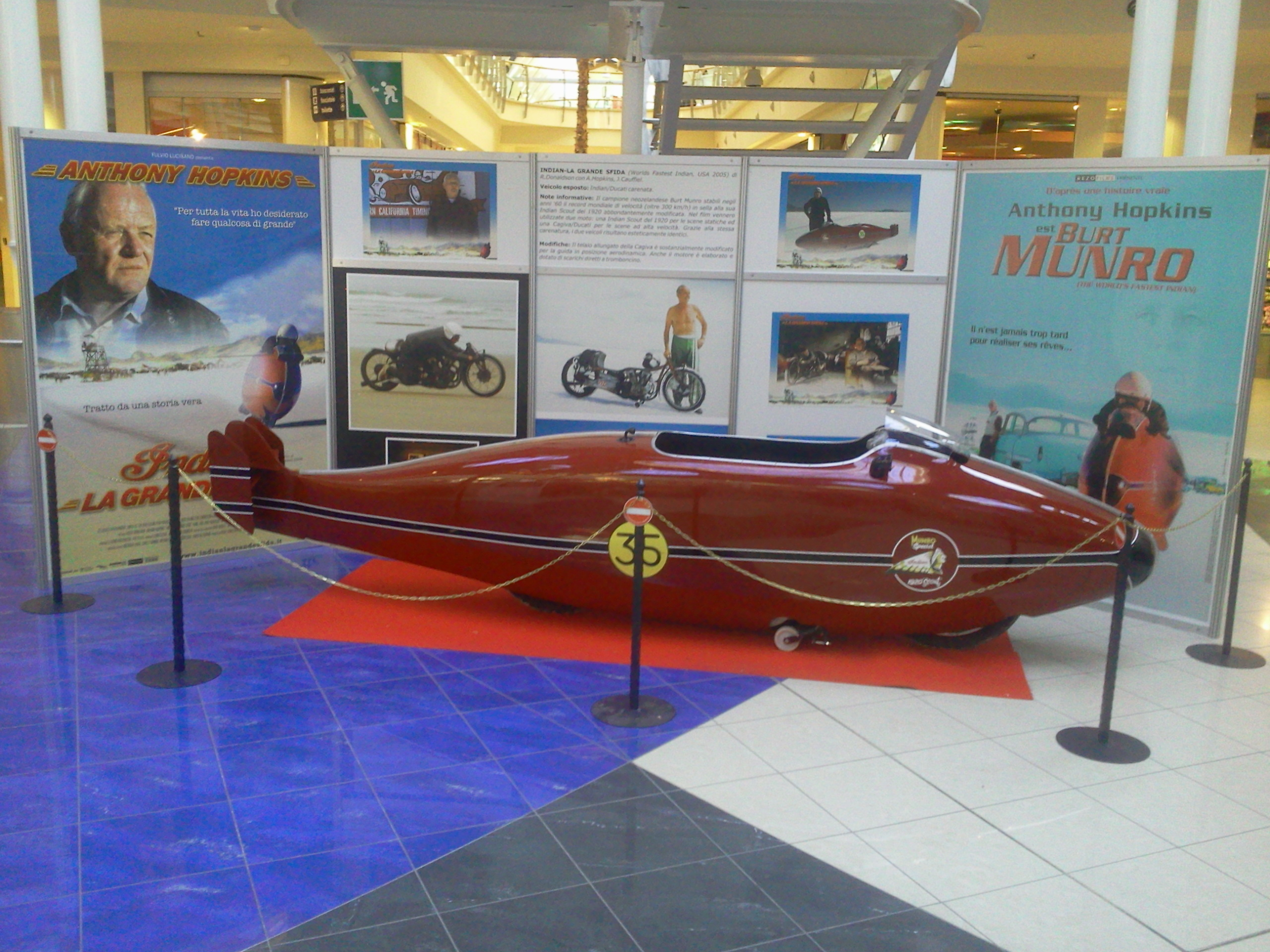
Réplica de la motocicleta Indian Scout utilizada en la película

## Producción
El director Roger Donaldson había estado trabajando en esta película durante más de 20 años antes de comenzar a filmarla y anteriormente dirigió un corto documental para televisión sobre Munro llamado Burt Munro: Ofrendas al dios de la velocidad en 1971. Organizar el financiamiento para un largometraje fue mucho más difícil, pero un inversionista japonés clave y el propio dinero de Donaldson y Hannam permitieron que se hiciera la película.
En entrevistas, Hopkins afirmó que Munro fue uno de los papeles más fáciles que jamás haya desempeñado en su carrera; simplemente porque la visión de Munro sobre la vida no era tan diferente a la suya.
Muchos de los accesorios utilizados para la filmación en realidad eran propiedad de Munro, incluidos todos los pistones explotados y el molde de pistón que Hopkins usa para una escena de la película. Estos estaban en exhibición en el Museo y Galería de Arte de Southland. La ubicación utilizada para la casa y el taller de Burt Munro en Nueva Zelanda tuvo lugar en una sección vacía en Lithgow Street en Invercargill, esta sección se usó como sede del famoso La pandilla Black Power durante la década de 1990 hasta que la casa se incendió en 1998. Se ha construido una casa en el terreno desde que se estrenó la película.